# Gare de Loubny
La gare de Loubny  (ukrainien : Лубни (станція)) est une gare ferroviaire du Réseau ferré du sud. Elle est située à Loubny, dans l'oblast de Poltava en Ukraine.

## Histoire
Créée en 1869, elle se développe avec la création de ligne ferroviaire Karkhov-Mykolaïv.

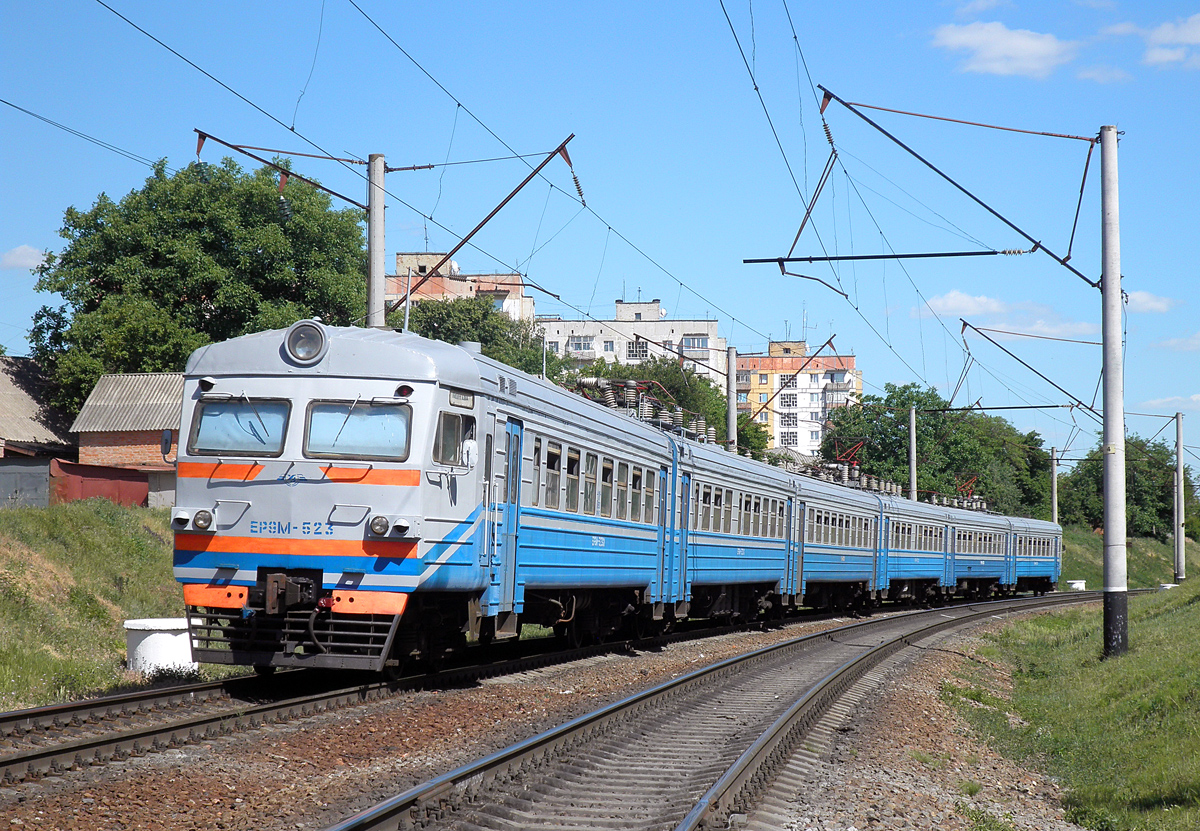
Train entrant en gare,
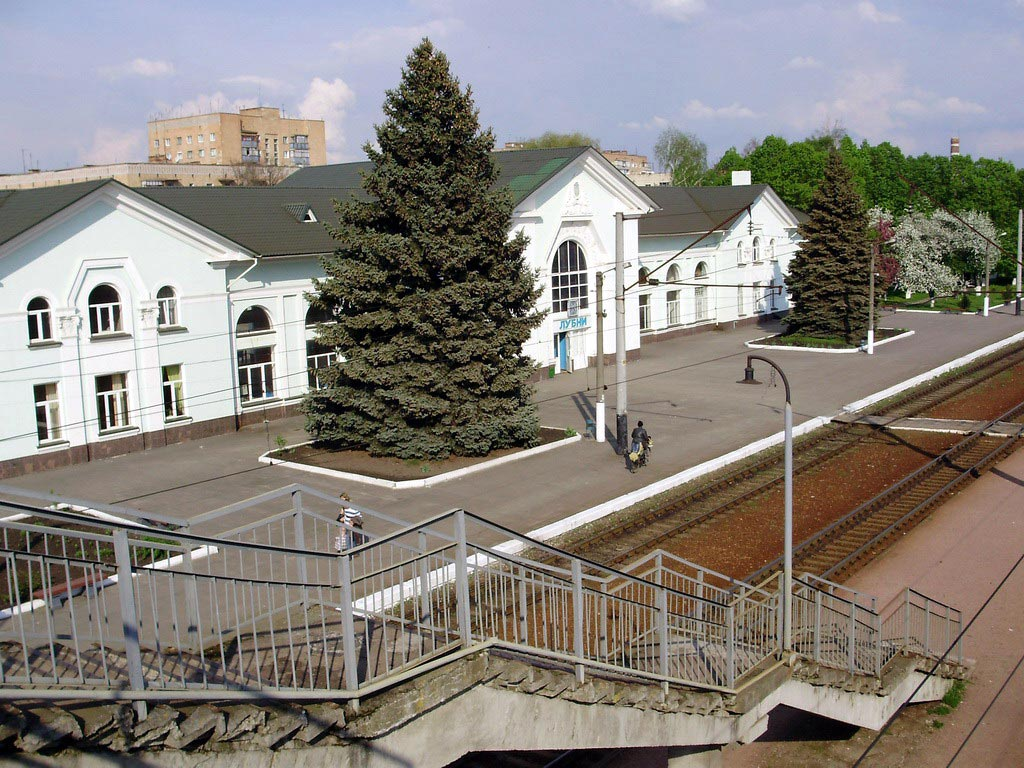
Côté quais.